# Прокопенко, Григорий Петрович
Григорий Петрович Прокопенко — советский хозяйственный, государственный и политический деятель, Герой Социалистического Труда.

## Биография
Родился в 1927 году в Смоленской области. Член КПСС.
С 1946 года — на хозяйственной, общественной и политической работе. В 1946—1991 гг. — электросварщик Второго Московского строительно-монтажного управления треста «Стальмонтаж» Министерства монтажных и специальных строительных работ СССР.
Указом Президиума Верховного Совета СССР от 8 января 1974 года за выдающиеся успехи в выполнении и перевыполнении планов 1973 года и принятых социалистических обязательств присвоено звание Героя Социалистического Труда с вручением ордена Ленина и золотой медали «Серп и Молот».
Делегат XXVII съезда КПСС.
Почётный житель внутригородского муниципального образования Ивановское города Москвы.
Живёт в Москве.